# Number Six

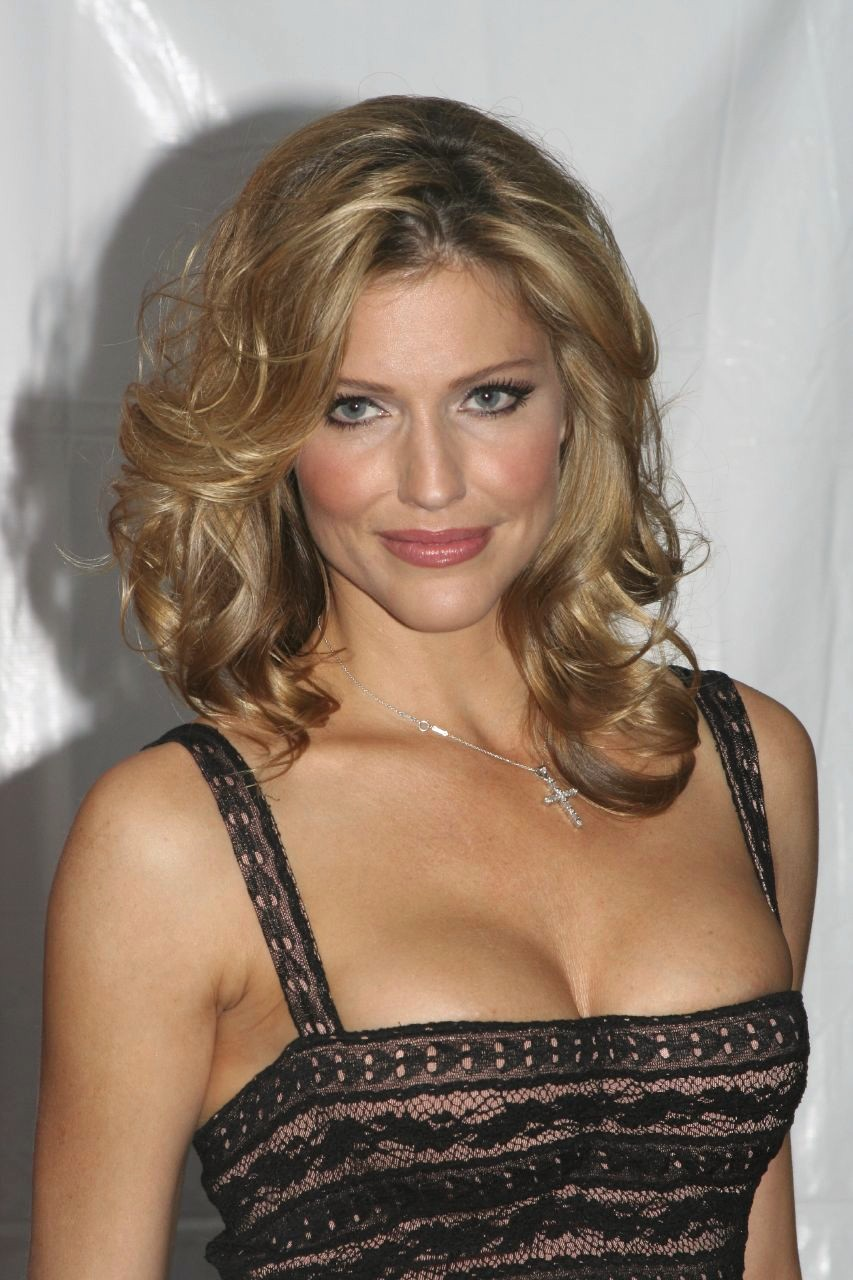
Number six, gespeeld door Tricia Helfer.

Number Six (Nummer zes) zijn een reeks fictieve personages uit de herwerkte televisieserie Battlestar Galactica. Number six is een van de twaalf humanoïde cylons en een van de zeven cylons die verantwoordelijk zijn voor de aanval op, en destructie van de twaalf kolonies van Kobol. Het belangrijkste number six personage is Caprica Six. De rollen werden gespeeld door actrice Tricia Helfer. Ze won in 2006 een Leo Award voor haar rol in de episode "Pegasus" uit het tweede seizoen.

## Number six modellen
De number six modellen kenmerken zich door afwisselend zachtaardig gedrag maar kunnen ook gewelddadig uit de hoek komen. In tegenstelling tot Number Eight waar de cosmetische verschillen onderling tussen de verschillende modellen gering zijn, hebben de verschillende number six modellen vaak een ander kapsel en een andere kledingstijl ten opzichte van elkaar.

### Caprica Six
Caprica Six is de eerste cylon waarmee de kijker kennismaakt in de miniserie. Sinds de laatste cylonoorlog hadden de mensen veertig jaar niets meer gehoord van de cylons. Na deze oorlog werd een akkoord bereikt dat mensen en cylons één keer per jaar elkaar zouden ontmoeten op een klein ruimtestation, maar de cylons kwamen nooit opdagen. Na veertig jaar kwamen twee centurions en Caprica Six op het ruimtestation aan. Caprica verleidde de vertegenwoordiger van de mensheid waarna het station tot ontploffing werd gebracht, de start van de aanval op de twaalf kolonies.
Voorheen had Caprica twee jaar undercover op de planeet Caprica geleefd en had ze een relatie met Gaius Baltar die verantwoordelijk was voor de veiligheid van het computernetwerk bij het ministerie van defensie. Gaius, die onwetend was over Caprica's echte identiteit - de mensen wisten niet dat er inmiddels humanoïde cylons bestonden, was onvoorzichtig geweest met vertrouwelijke gegevens waardoor Caprica genoeg informatie kon verzamelen om het netwerk te saboteren waardoor de cylons een succesvol massale atoomoorlog konden starten tegen de twaalf kolonies. Bij de aanval redde Caprica het leven van Baltar en zij kwam om het leven om later op een resurrection schip gedownload te worden in een nieuw lichaam.
Nadat ze gedownload werd in een nieuw lichaam wordt ze uitgeroepen als held van de cylons. Er is echter een nevenverschijnsel, ze krijgt visioenen van Baltar, net zoals Baltar visioenen van haar heeft. Er wordt haar verteld dat Baltar dood is en heeft het daar moeilijk mee. Om terug te integreren in de cylon samenleving wordt haar voorgesteld om samen met Boomer, die het ook moeilijk heeft met haar identiteit counseling te volgen. Wanneer Caprica te weten komt dat Baltar nog leeft en er tegen haar gelogen is begint ze te twijfelen of het een goede beslissing was om de twaalf kolonies te vernietigen. Wanneer de verzetsbeweging van Samuel Anders een aanslag pleegt, komen Anders, Boomer, Caprica Six en een Number Three vast te zitten in een ondergrondse garage. Boomer en Caprica besluiten de number three uit te schakelen en het leven van Samuel Anders te sparen.
Toen de overblijvende mensen een nieuwe planeet hadden gevonden die ze Nieuw-Caprica noemden waar ze zich hadden gesetteld, ontdekten de cylons de planeet een jaar later. Caprica Six en Boomer waren twee van de cylons die het kantoor van Baltar binnenvielen, die inmiddels president was geworden en hem dwongen te capituleren, wat hij uiteindelijk na dwang ook deed. Caprica zocht toenadering tot Baltar, dit tot ongenoegen van sommige andere cylons. Toen ze protesteerde wanneer Baltar een revolver tegen het hoofd kreeg van een Number Five schoot hij Caprica Six neer. Ze werd opnieuw gedownload in een nieuw lichaam op een resurrection schip. Tijdens de bevrijding van Nieuw-Caprica ontdekt ze samen met Baltar het hybride cylon-mens kind Hera waarna ze het kind meenemen naar een cylon schip.
Toen Athena zich vrijwillig liet doden op de Galactica om gedownload te kunnen worden op het ressurection schip in een poging om haar kind Hera terug te halen, dreigt haar Boomer-kloon het kind te doden. Caprica Six helpt Athena en samen vluchten ze weg met het kind naar de Galactica. Daar wordt Caprica Six opgesloten in een cel en meermaals ondervraagd door Saul Tigh. Tijdens deze ondervragingen ziet Tigh af en toe het gelaat van zijn overleden vrouw Ellen in Caprica's gezicht en uiteindelijk maakt hij haar zwanger, maar krijgt later een miskraam.
Tijdens haar gevangenschap krijgt ze visioenen over een operahuis waarin zijzelf, Baltar, het kind Hera, Laura Roslin en Athena te zien zijn. Roslin en Athena krijgen dezelfde visioenen. Inmiddels was de cylon burgeroorlog aan de gang en koos ze samen met de andere number six modellen, de number two en eight modellen en de enige overgebleven number three de kant die besloot om samen te werken met de mensen tegen de number one, four en five modellen die de mensen verder wilden uitroeien. Tijdens het laatste gevecht redt ze samen met Baltar het kind Hera, zoals min of meer te zien was in de visioenen.
Aangekomen op de eindbestemming, de aarde 150.000 jaar voor onze tijdrekening, start ze samen met Baltar een nieuw leven. Ze ontmoeten de virtuele alter ego's van zichzelf en komen te weten dat het boodschappers van God waren. Ze krijgen te horen dat hun rol vervuld is en dat vanaf nu hun leven minder spectaculair zal zijn. Ze start samen met Baltar een boerderij.

### De virtuele six
Na de destructie van de twaalf kolonies belandde Gaius Baltar op de Colonial One, het schip waar president Laura Roslin haar kantoor had. Baltar kreeg visioenen van Caprica Six die vertelde dat God een plan voor hem heeft. Hij is de enige die haar kan waarnemen en verschijnt altijd plotseling en verdwijnt dan weer op dezelfde manier. Doorheen de hele serie verschijnt ze op regelmatige basis.
Baltar gelooft het allemaal niet en denkt dat de cylons een chip in zijn hoofd ingepland hebben. Met een uitvlucht laat hij MRI-scans maken, maar er wordt niets gevonden. Toch gelooft hij niets van wat de virtuele six zegt. Ze probeert hem steeds te manipuleren en als ze haar zin niet krijgt te intimideren en gebruikt soms geweld. Na het incident met number six kloon Shelly Godfrey wordt Baltar wat inschikkelijker.
In de laatste aflevering van de serie verschijnen de virtuele six en de virtuele Baltar aan Caprica Six en Baltar. De virtuele personages zeggen dat Baltar en Caprica Six hun rol hebben vervuld en de wil van God hebben uitgevoerd, namelijk de redding van het mens-cylon kind Hera, dat de mitochondriale Eva werd van de huidige mensheid.

### Shelly Godfrey
Shelly Godfrey is een number six die onverwacht aan boord kwam van de Galactica. Ze beschuldigde Baltar ervan dat hij verantwoordelijk was voor de destructie van de twaalf kolonies. Baltar werd gearresteerd en dreigde ter dood gebracht te worden voor hoogverraad. Na enkele dagen in de cel doorgebracht te hebben beloofde hij aan God dat wanneer hij gered zou worden vanaf nu alles zou doen om zijn wil te volgen. Net op dat moment vond Felix Gaeta dat Shelly Godfrey's bewijs vervalst was. Baltar werd vrijgelaten en Shelly opgespoord, maar bleek verdwenen van het schip. Ongemerkt had Brother Cavil, een cylon infiltrant op de Galactica haar naar een airlock begeleid waar ze verdween in de ruimte en gedownload werd in een nieuw lichaam op een cylon resurrection schip.

### Gina Inviere
Gina Inviere was een cylon undercoverbemanningslid van de Battlestar Pegasus. Ze had een opmerkelijk ander uiterlijk dan Caprica Six, onder meer donker haar. Ze speelde net als Caprica Six een belangrijke rol in de destructie van de twaalf kolonies. Voor de aanval wist Gina het vertrouwen te winnen van andere bemanningsleden en zo verkreeg ze geheime codes waardoor de vloot machteloos was toen de aanval op de kolonies begon.
Na de aanval bleef ze verder werken op de Pegasus en had een seksuele relatie met admiraal Helena Cain, de bevelhebber van het schip. Tijdens een gevecht met de cylons zorgt ze ervoor dat de cylon centurions het schip kunnen enteren. Tijdens de gevechten op het schip wordt er een andere number six gedood en kwam het uit dat Gina een cylon is. Ze wordt gearresteerd en tijdens de ondervragingen gemarteld en verkracht.
Nadat Pegasus en de vloot verenigd waren (de Pegasus was alleen, niet wetend dat de Galactica en de vloot de aanval op de kolonies het ook overleefd hadden) vroeg Baltar om Gina te zien. Hij vond het erg wat haar was aangedaan en liet haar uiteindelijk vrij. Toen ging ze naar Helena Cain, schoot haar dood en verdween van de Pegasus. Ze belandt op het schip "Cloud 9", waar ze een nucleaire bom tot ontploffing brengt waarbij ze het schip en enkele dichtbij liggende schepen vernietigt. Door de ioniserende straling die vrijkwam zullen de cylons Nieuw-Caprica op het spoor komen. Gina werd waarschijnlijk niet gedownload in een nieuw lichaam en stierf voorgoed, wat haar wens was.

### Natalie
Natalie was een number six model dat een belangrijke rol speelde tijdens de cylon burgeroorlog. Ze was het niet langer eens met John Cavil dat de laatste vijf cylons, waarvan er vier op de Galactica woonden, niet bekend mochten zijn. Ze startte de opstand met de andere number six modellen en de number two en eight modellen (uitgezonderd Boomer).
De rebellerende cylons willen een verbond sluiten met de mensen en Natalie is de woordvoerder. Op de Galactica doet ze Adama en Roslin een voorstel. Als de mensen de rebellerende cylons burgerrechten geven, dan geven zij in ruil de locatie van de resurrection schip, waarna er een number three model kan gered worden en daardoor de identiteit van de laatste vijf cylons bekend wordt (number three is naast number one het enige model dat weet wie de laatste vijf cylons zijn) en dan kan eveneens het resurrection schip vernield worden zodat de cylons niet meer kunnen gedownload worden in een nieuw lichaam na hun dood.
Het plan wordt uitgevoerd. Wanneer Natalie terugkeert naar de Galactica komt ze oog in oog te staan met Athena, die erg overstuur is over het visioen die ze krijgt en waarin een number six haar kind lijkt mee te nemen. Athena schiet Natalie dood en omdat het resurrection schip vernield werd is haar dood definitief. Enkele weken later verscheen er een foto van haar in de herdenkingsruimte naast foto's van mensen van Galactica die gestorven waren.

### Andere modellen
Kopieën van number six modellen zijn vaak te zien doorheen de hele serie, vaak met erg verschillende functies ten opzichte van elkaar.
- Een number six model op de planeet Caprica na de aanval, ze kust een voor centurions vluchtende Helo en wordt dan gedood door Athena.
- Lida, een number six op de rebellerende basestar.
- Sonja, een rebellerende cylon die gekozen werd om zitting te nemen in het Quorum, het parlement van de twaalf kolonies.